# Victorine Meurent
Victorine-Louise Meurent (també Meurant) (París, 18 de febrer de 1844 – Colombes, 17 de març de 1927) va ser una pintora francesa i també una model de pintors. Tot i que és més coneguda com la model favorita d'Édouard Manet, va posar per a altres pintors i també va ser una artista per dret propi que va exposar regularment al prestigiós Saló de París. El 1876 les seves pintures van ser seleccionades per a ser incloses en l'exposició a concurs del Saló, quan precisament l'obra de Manet no hi era.

## Biografia
Nascuda a París en una família d'artesans (el seu pare treballava en el bronze, mentre que la seva mare era capellera), Meurent va començar a fer de model als setze anys per guanyar-se la vida. I també tocava la guitarra als cafès que freqüentaven els intel·lectuals i artistes de Paris. Meurent també tocava el violí, va arribar a fer classes de tots dos instruments i va cantar en cafè-concerts.

## Model per a pintors
Es va iniciar com a model a l'estudi de Thomas Couture i potser va estudiar art. Va modelar per primera vegada per a Manet el 1862, en concret per a la seva pintura La cantant de carrer. Es destacava sobretot per la seva petita estatura, cosa que li va valer el sobrenom de «la crevette» (la gambeta) i pel seu cabell vermell, que es mostra molt brillant a l'aquarel·la de Manet Olympia, que s'exposa al Museu del Louvre.

El nom de Meurent es manté per sempre associat a les obres mestres de Manet de 1863 El dinar campestre i Olympia, que inclouen retrats nus d'ella. Però també modelà per a Edgar Degas i el pintor belga Alfred Stevens, tots dos íntims amics de Manet. Es diu que la seva relació amb Stevens va ser particularment estreta.

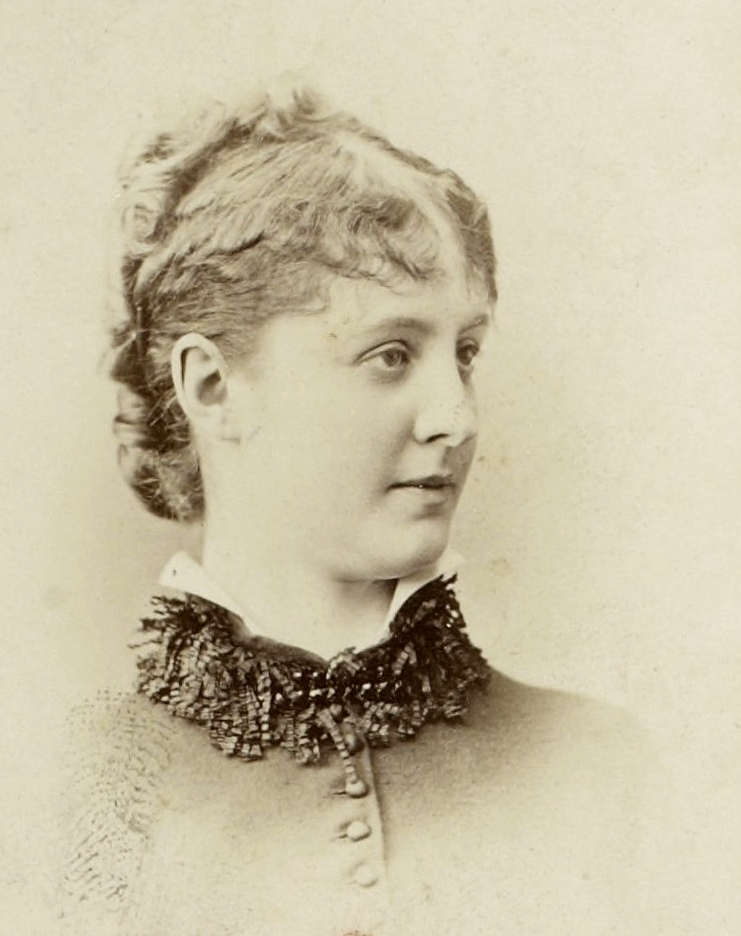
Retrat, c. 1862

Manet va continuar utilitzant Meurent com a model fins a principis de la dècada de 1870, quan va començar a prendre classes d'art i es va sentir interessada per l'estil de pintura més acadèmica, al qual ell s'oposava. L'últim quadre de Manet en què Meurent apareix és Gare Sant-Lazare (que cal no confondre amb la pintura de Monet del mateix nom), pintat el 1873, el qual és sovint esmentat com The Railway (El Ferrocarril).
Al llarg de la dècada de 1880 continuà modelant per a Norbert Goeneutte, un artista més conegut pels seus aiguaforts, i per a Toulouse-Lautrec, que va arribar a presentar-la com a «Olympia».

## Carrera com a pintora
El 1875 Meurent va començar a estudiar amb el retratista francès Étienne Leroy. L'any següent, Meurent presentava per primer cop treballs propis al Saló de París, que van ser acceptats, mentre que l'obra presentada per Manet va ser rebutjada pel jurat, aquell any. Bourgeoise de Nuremberg au XVIe siècle, l'entrada de Meurent a l'Académie des Pretendents-Arts de 1879, va ser penjada a la mateixa sala que l'entrada de Manet. Obra de Meurent també va ser inclosa a les exposicions de 1885 i 1904. En total, Meurent va exposar al Saló sis vegades.
Meurent va ser introduïda a la Société des Artistes Français el 1903, amb el suport de Charles Hermann-Leon i Tony Robert-Fleury, el fundador de la Société. Cap al 1906, Meurent havia marxat de París cap a Colombes, on visqué amb una dona anomenada Marie Dufour durant la resta de la seva vida. Meurent morí el 17 de març de 1927.

## Obra

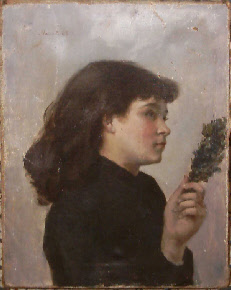
Le jour des rameaux, c. 1880, Musée municipal d'Art et d'Histoire, Colombes

Es creia que tota la seva obra s'havia perdut, però se'n conserva un quadre, de Meurent, Le Jour des Rameaux o Palmell de diumenge, que va ser recuperada el 2004 i ara s'exposa al Museu de Colombes.

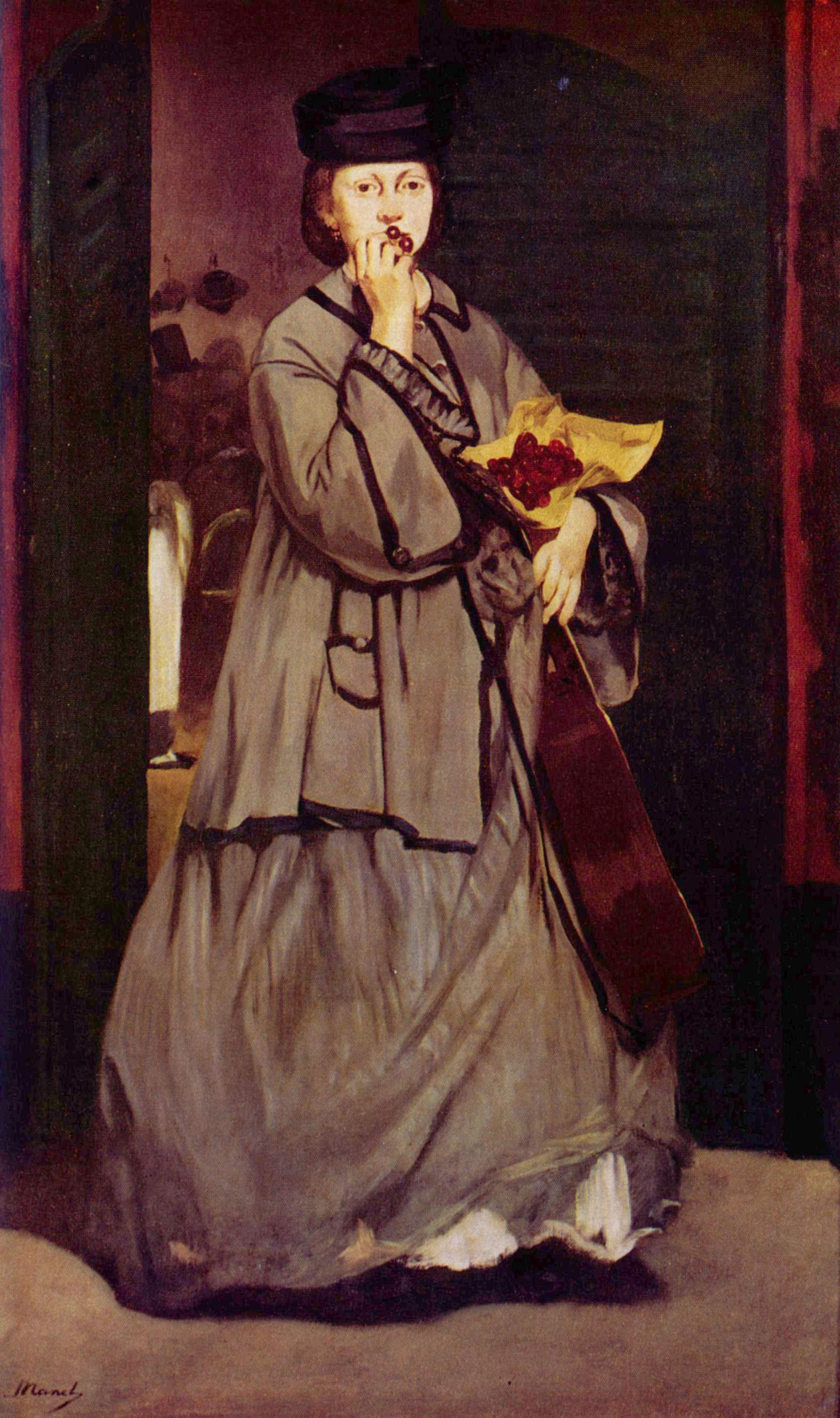
La cantant de carrer, Museu de Belles Arts de Boston, 1862
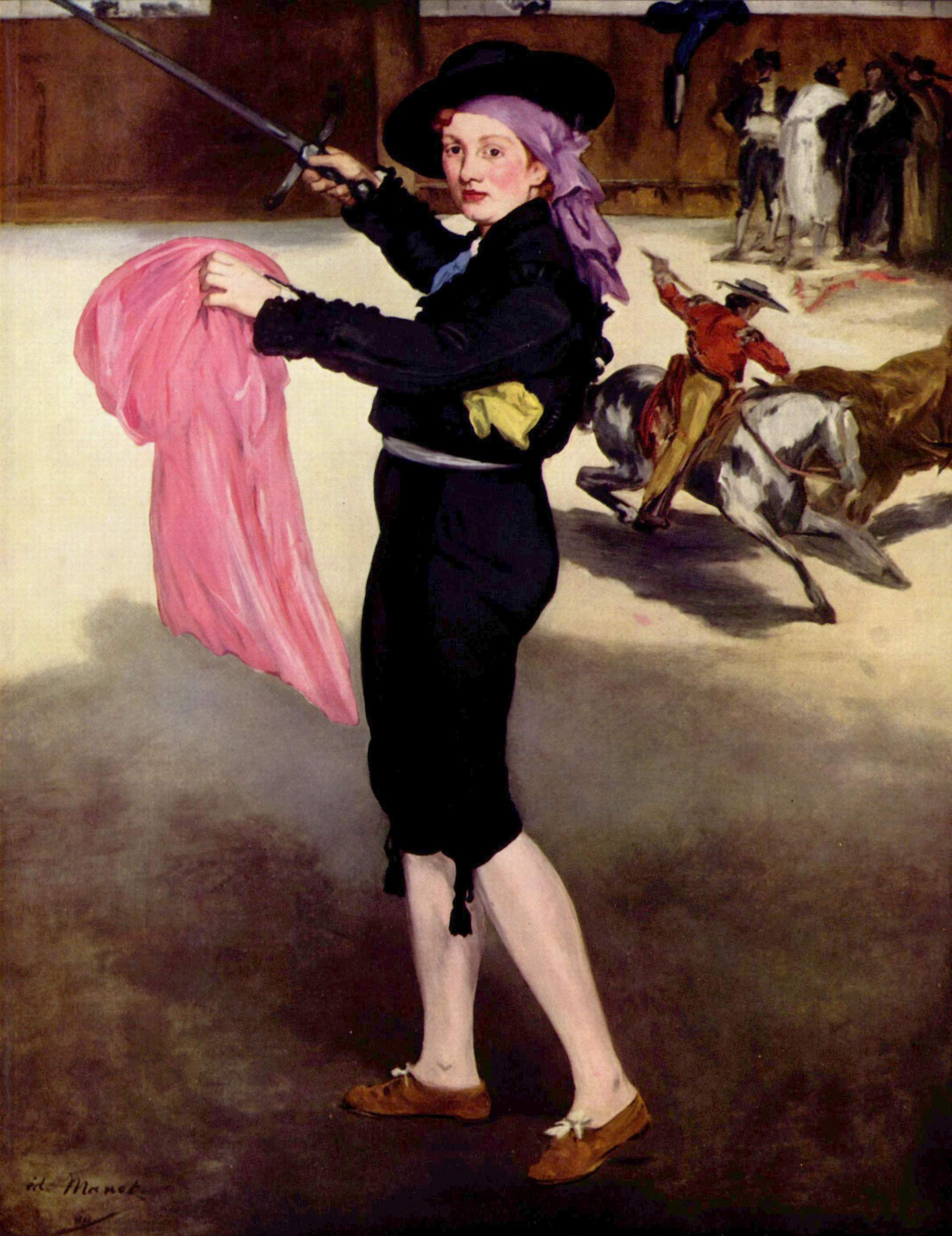
Victorine Meurent en vestit de torero, l Museu Metropolità d'Art de Nova York. 1862
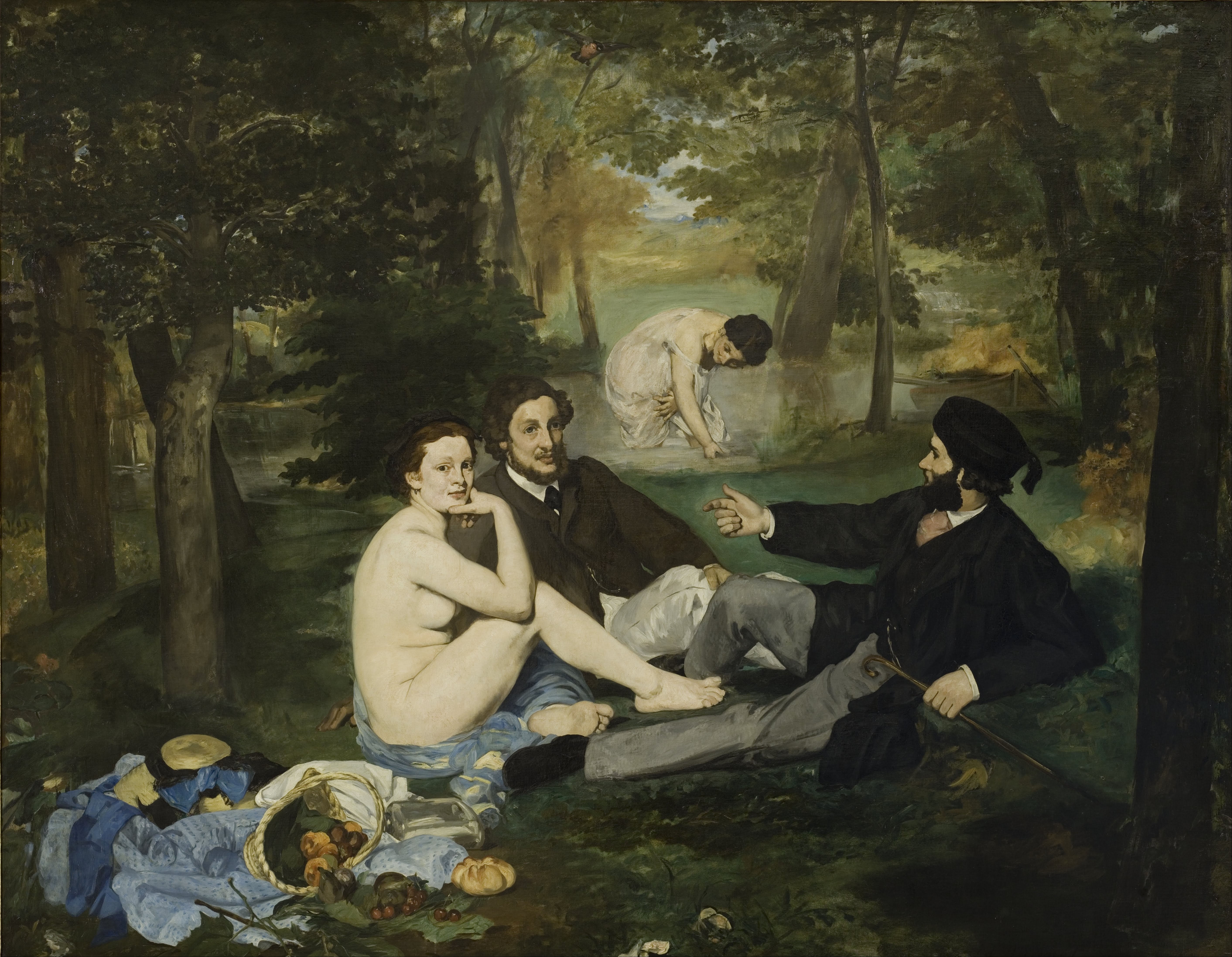
El dinar campestre (Le déjeuner sur l'herbe). Musée d'Orsay 1862–1863
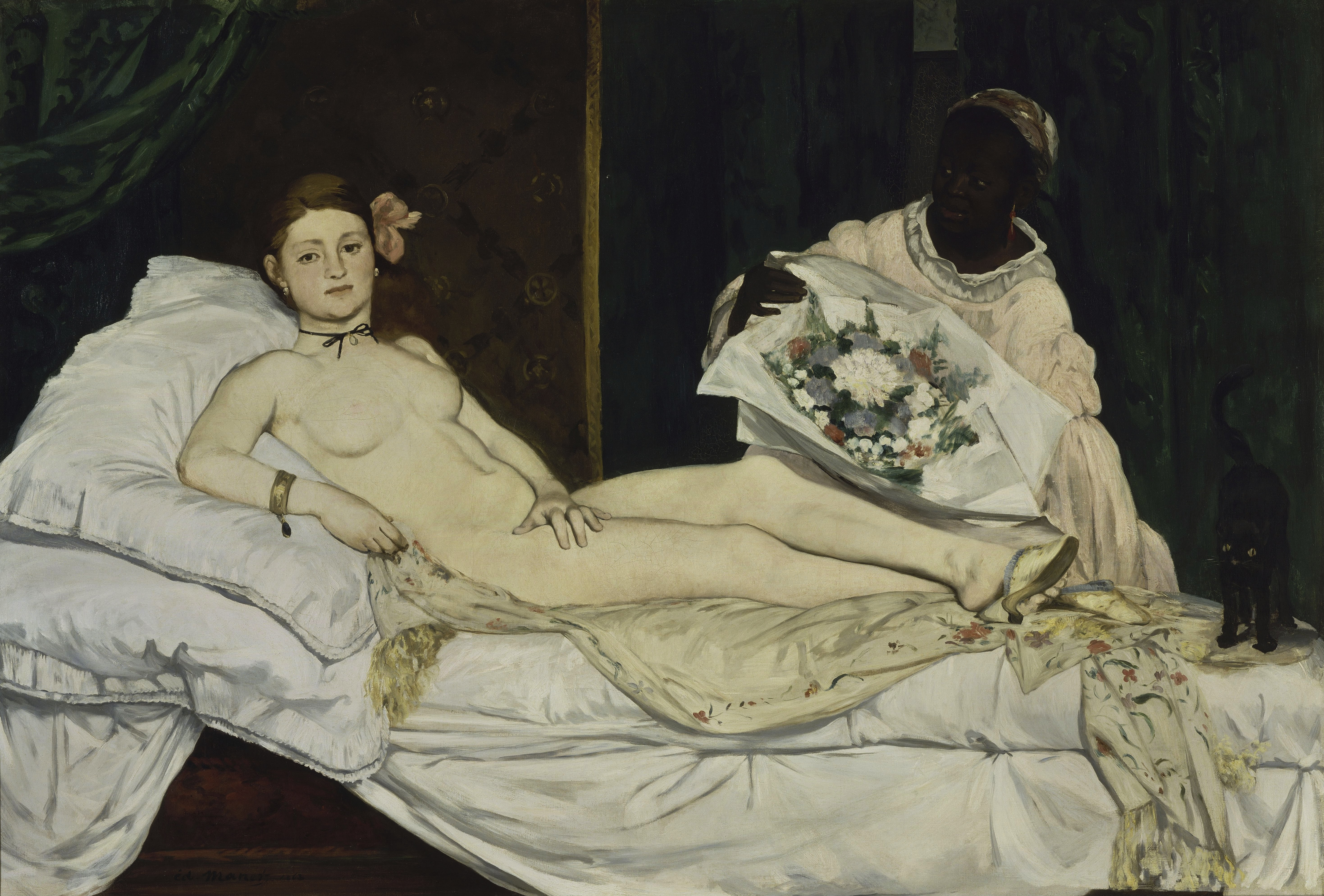
Olympia, Musée d'Orsay. 1863
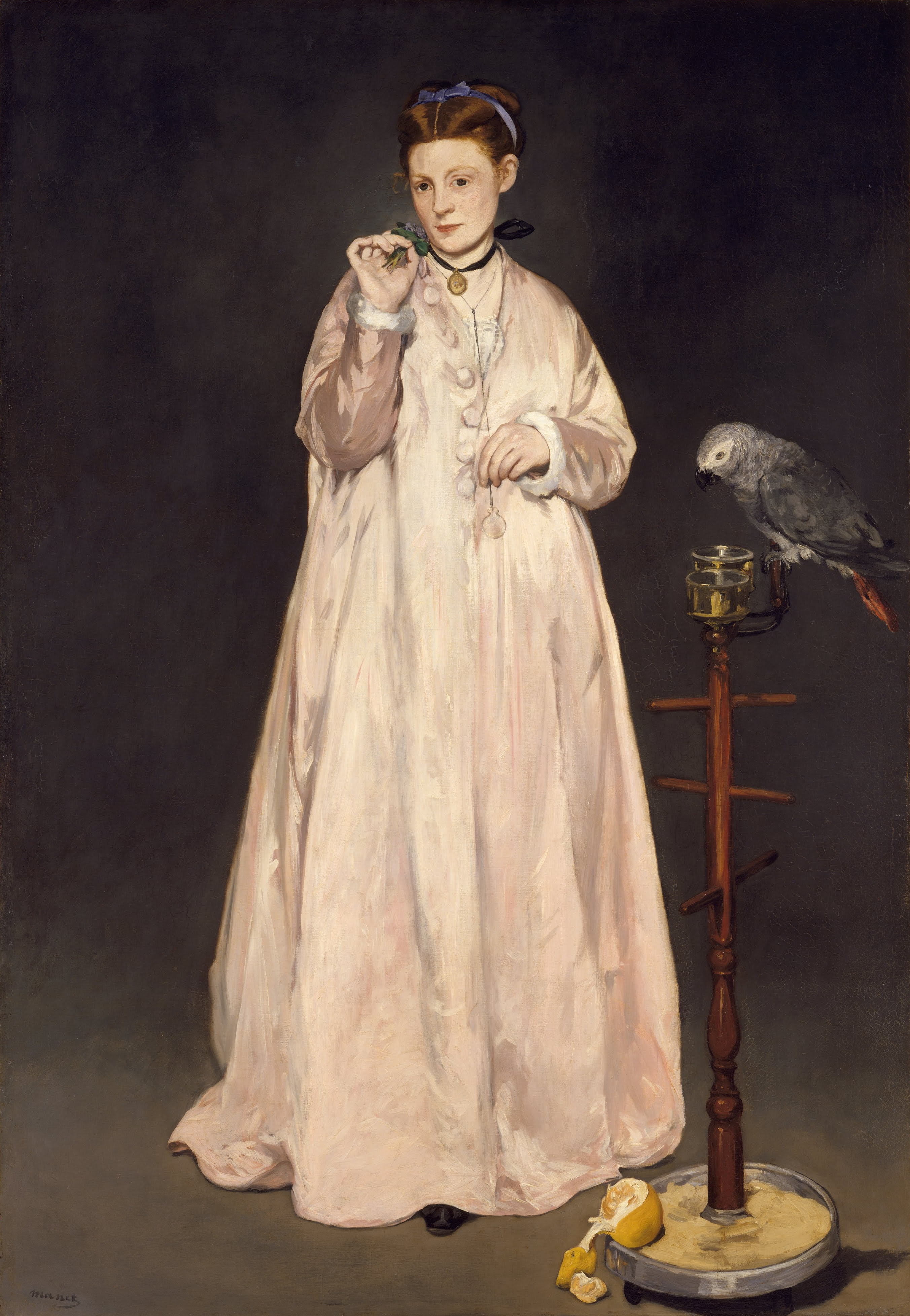
Dona amb Lloro, Museu Metropolità d'Art de Nova York. 1866
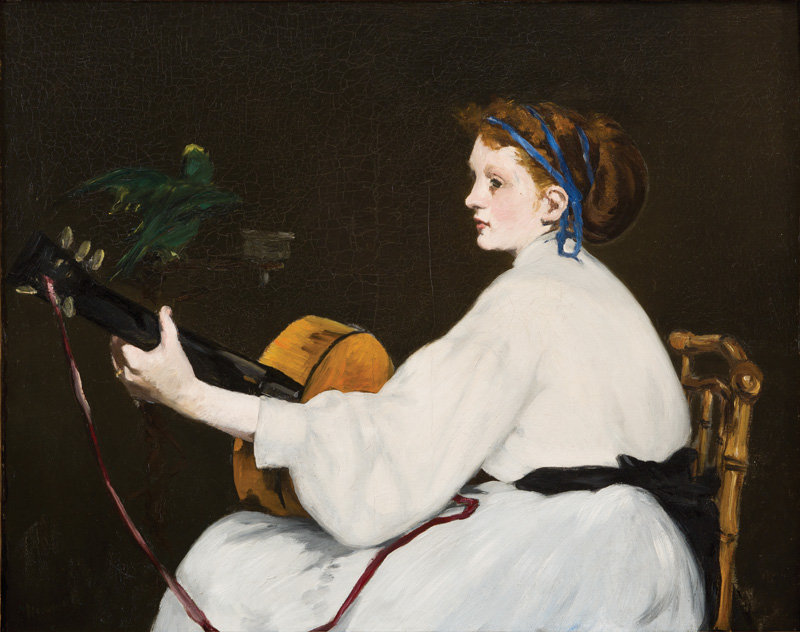
La guitarrista, Hill-Stead Museum, Farmington, Connecticut.1866
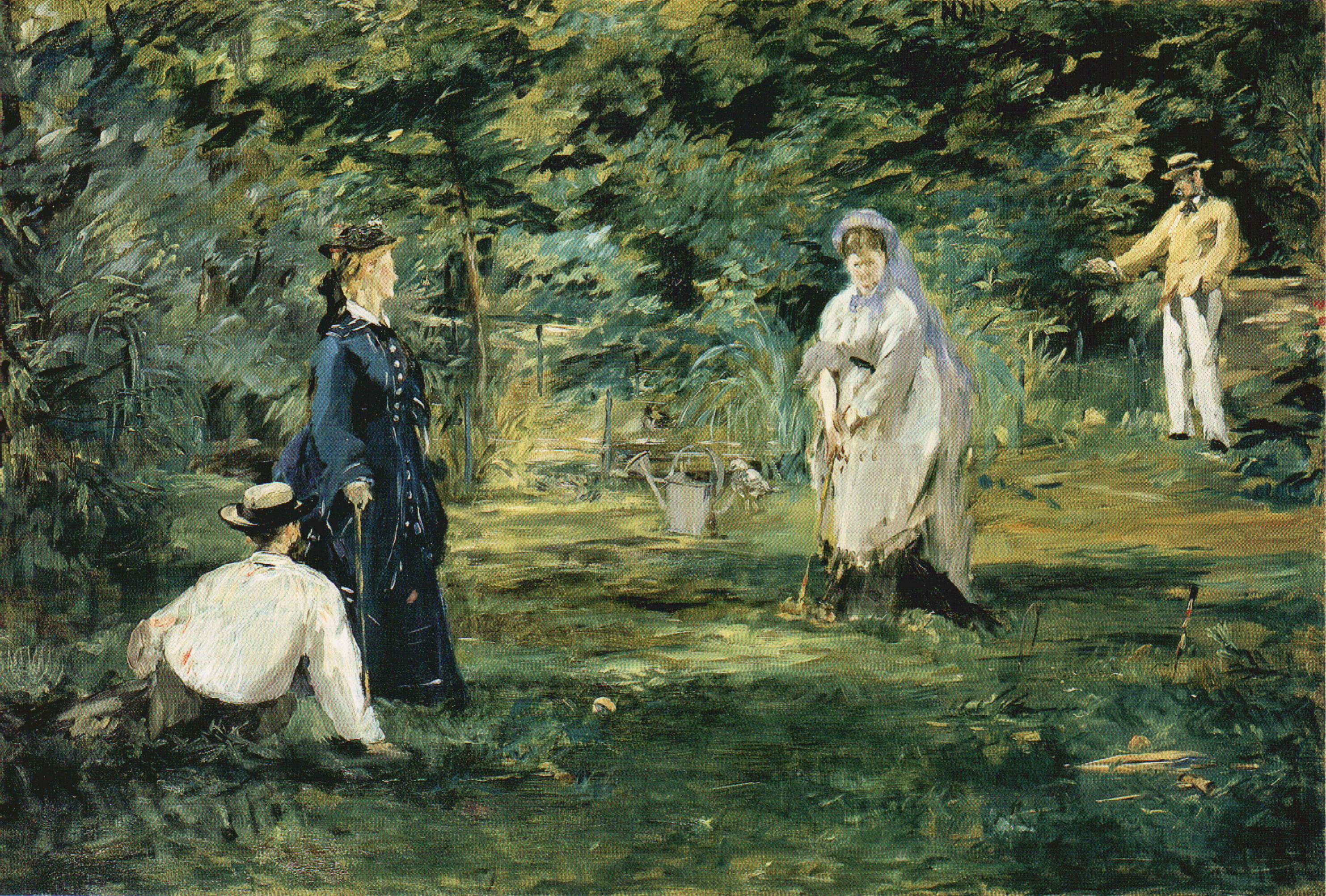
El Joc de croquet, Städel Museu, Frankfurt del Main.1873
El Ferrocarril (Le Chemin de fer), National Gallery of Art, Washington DC. 1873

## En l'obra d'Alfred Stevens

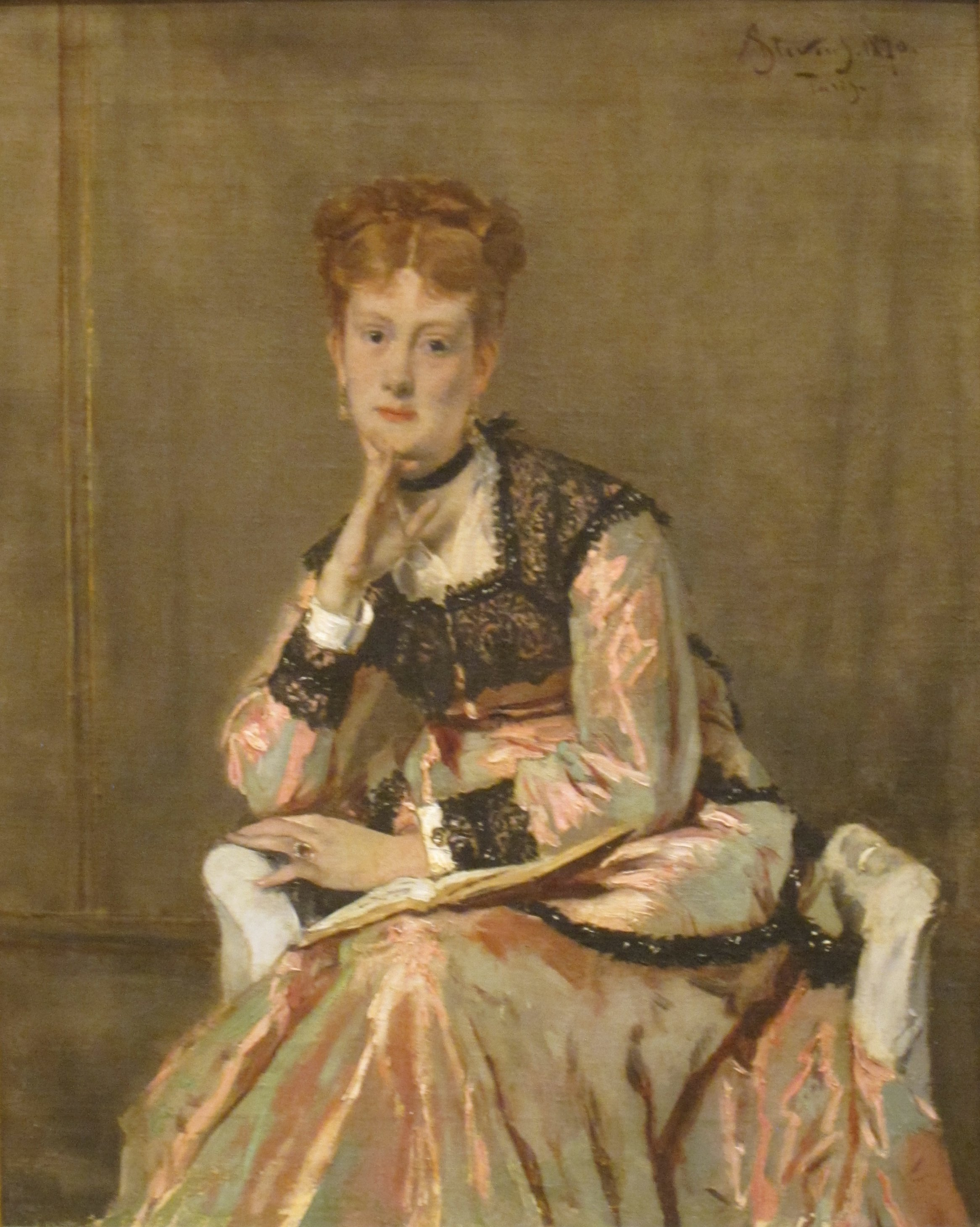
The Parisian Sphinx, San Diego Museum of Art. 1870